# Немецкая демократическая партия
Немецкая демократическая партия (нем. Deutsche Demokratische Partei, сокр. DDP) — леволиберальная партия Германии периода Веймарской республики, участвовавшая в формировании практически всех правительств с 1918 по 1932 год. Возникла в 1918 году на базе Прогрессивной народной партии, которая вместе с Фридрихом фон Пайером участвовала в двух последних правительствах Германской империи в 1917—1918 годах.
Перед выборами в рейхстаг 1930 года сильно ослабленная и растерявшая популярность НДП объединилась с Народным национальным союзом, который принадлежал к националистическому и антисемитскому Младогерманскому ордену. С тех пор партия называла себя Немецкой государственной партией (нем. Deutsche Staatspartei, DStP) и сохранила это название, хотя народные националисты вскоре партию покинули. Из-за объединения с народными националистами члены левого крыла НДП покинули свою партию. Часть из них основали Радикально-демократическую партию, другие перешли на сторону СДПГ.
После того, как национал-социалисты захватили власть, 28 июня 1933 года Немецкая государственная партия была распущена в рамках процесса «Гляйхшальтунг».

## История

### Первые годы

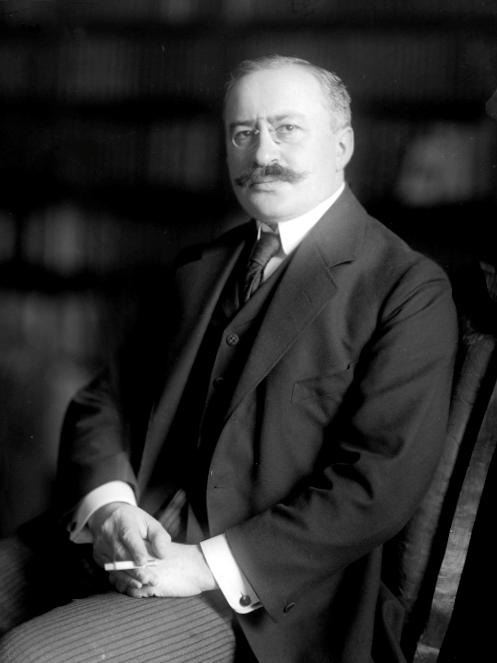
Главный редактор Berliner Tageblatt Теодор Вольфф был инициатором создания Немецкой демократической партии.

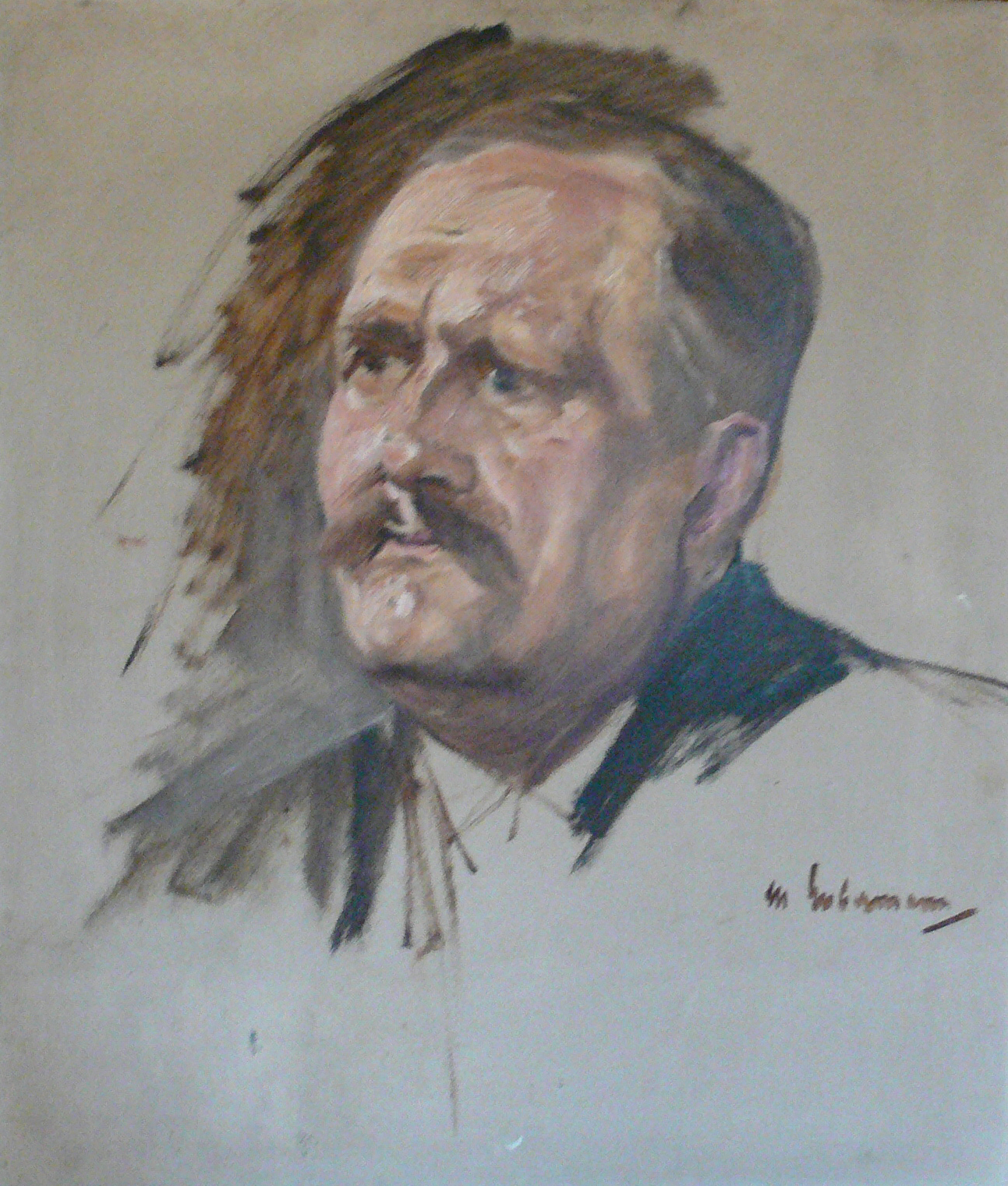
Портрет Фридриха Наумана, первого председателя НДП, работы Макса Либермана.

Партия появилась в ноябре 1918 года на гребне Ноябрьской революции в Германии на основе леволиберальной Прогрессивной народной партии и левого крыла Национал-либеральной партии. Инициатором создания новой демократической партии был главный редактор Berliner Tageblatt Теодор Вольфф, которого поддержала другая влиятельная берлинская газета Vossische Zeitung, а также 60 известных деятелей науки, культуры и политики.
Новая партия объединила людей, занимавших демократические, либеральные, национальные и социальные позиции, но дистанцировалась от аннексионистской политики национал-либералов. Главный представитель этого направления Густав Штреземанн (в то время он ещё считал себя монархистом) создал довольно враждебную Веймарской республике партию — Немецкую народную партию (ННП).
Наряду с Социал-демократической партией Германии (СДПГ), НДП была одним из самых решительных сторонников Веймарской республики. Оплотами партии стали Берлин, Потсдам, Шлезвиг-Гольштейн, Вюртемберг, район Везер-Эмс и, особенно, Гамбург, обербургомистром которого дважды выбирался один из лидеров партии Карл Вильгельм Петерсен. Среди сторонников и членов партии преобладали представители образованного среднего класса (лица свободных профессий, учителя, преподаватели университетов), а также руководители и государственные служащие, промышленники, в основном связанные с химической и электротехнической промышленностью, средний бизнес и либеральные евреи.
Партия стремилась к единому федеративному государству и, как почти все другие партии Германии, призывала к пересмотру Версальского договора. НДП признала Лигу Наций институтом мирного согласования интересов между государствами. В социально-политическом плане партия была близка к реформаторским усилиям профсоюзов Хирша—Дункера и вместе с социал-демократами искала баланс между интересами рабочего класса и буржуазии. НДП поддерживало частного предпринимательства, но считала возможным государственного вмешательства. Из-за своей явной приверженности либерализму и парламентаризму НДП была объектом постоянных нападок со стороны более правых и консервативных Немецкой национальной народной партии (НННП) и Немецкой партией народной свободы.
На выборах в Национальное собрание, первых в истории Германии свободных и демократических всеобщих выборах, НДП набрала 18 % голосов избирателей, став третьей по популярности партией страны. Вместе с СДПГ и Партией Центра (Центрум) демократы вошли в состав Веймарской коалиции, образовавшей первое правительство Веймарской республики. Это был пик популярности и влияния молодой партии. Если в 1919 году НДП насчитывала около 800 тысяч членов, то к 1927 году число членов упало до 117 тысяч. Несмотря на падение популярности, НДП играла важную роль в первые годы существования республики. С одной стороны, она в рамках Веймарской коалиции помогла стабилизировать Германию в целом и Пруссию в частности — в Пруссии с 1918 года вплоть до 1932 года практически беспрерывно правила Веймарская коалиция (СДПГ-НДП-Партия Центра). Примером здесь может служить статс-секретарь прусского министерства внутренних дел Вильгельм Абегг, который реорганизовал и модернизировал прусскую полицию. С другой стороны, члены НДП, среди которых было много образованных и квалифицированных специалистов самых разных сфер, сформировали значительный резерв кадров для высоких должностей в государственном управлении. Ни одна другая партия не могла предоставить столько государственных служащих, которые были бы технически подготовлены и верны демократической системе Веймарской республики, тогда как среди государственных служащих, унаследованных от имперской Германии, были очень распространены монархические, реакционные и антидемократические настроения.

### 1920-е годы

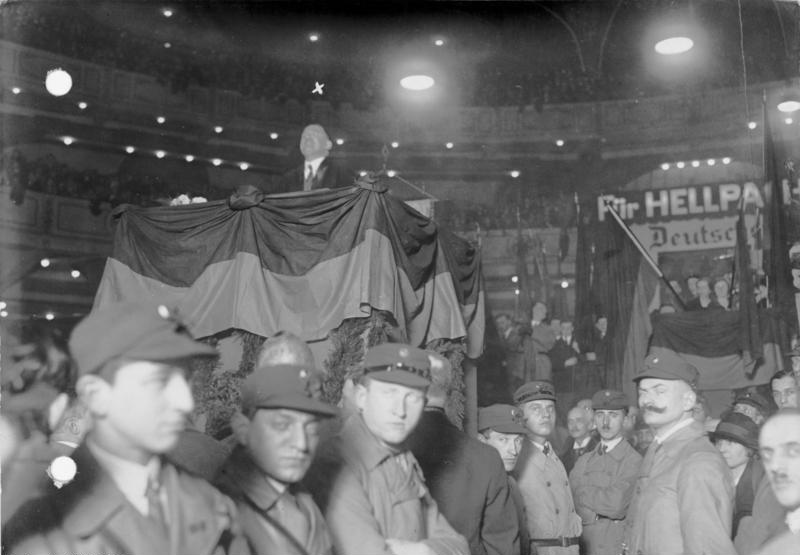
Вилли Гельпах (вверху на трибуне), выступает в Берлинском дворце спорта во время первого голосования на выборах Рейхспрезидента.

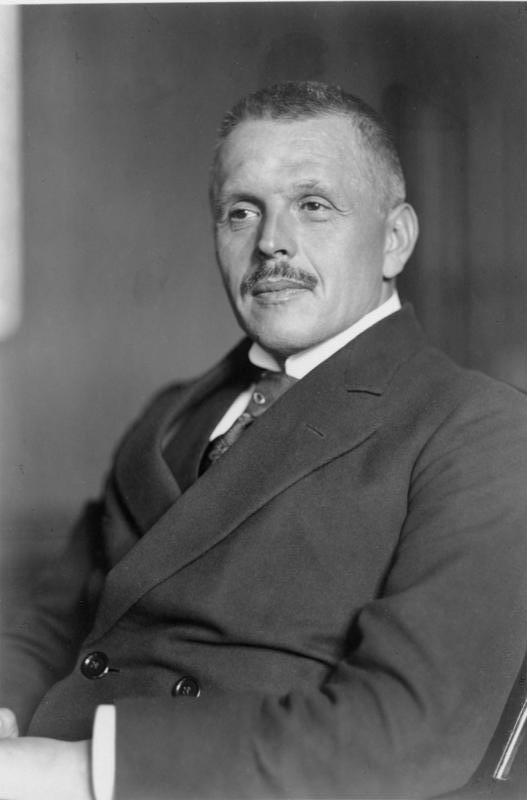
Отто Гесслер, многолетний министр обороны и временный канцлер, член партии НДП.

Уже на выборах 1920 года НДП потеряла большое количество голосов в пользу ННП, НННП и других правых партий, поскольку возникли разногласия по поводу того, как поступить с Версальским мирным договором, который одобрили некоторые депутаты-демократы. Это сопровождалось потерей членов, финансов и публикаций. Целый ряд крупных газет, таких как Vossische Zeitung или Frankfurter Zeitung, были близки к НДП, но партия так и не смогла создать собственную влиятельную партийную газету, такую как Vorwärts (СДПГ) или позже Völkischer Beobachter (НСДАП). В обществе в какой-то степени возобладало — фактически ложное и во многом антисемитское — мнение, что НДП является «партией крупного капитала». В последующие годы НСДАП воспользовалась этим, называя НДП «еврейской партией».
Ещё одной причиной упадка стала программа «социального капитализма», согласно которой рабочие и предприниматели взаимно признают «долг, права, производительность и прибыль» (Pflicht, Recht, Leistung und Gewinn) во имя солидарности между наёмными работниками, рабочими и предпринимателями. Эта идея оказалась совершенно нереальной в условиях растущей безработицы и экономических трудностей первой половины 1920-х годов. Рабочие голосовали за СДПГ и КПГ, а предприниматели (мелкая буржуазия) за НННП и ННП. Другими словами, НДП стала партией интеллигентов и белых воротничков.

### 1930-е годы
В 1929 году начался мировой экономический кризис. Безработица в Германии взлетела до катастрофических 30%. Безработные, часть из которых до потери работы составляли электорат НДП, пополнили ряды КПГ и НСДАП. В июле 1930 года сильно ослабленная и растерявшая популярность НДП объединилась с Народным национальным союзом, первоначально для предстоящих выборов в рейхстаг, в Немецкую государственную партию (нем. Deutsche Staatspartei, сокр. DStP). Это привело к ожесточённым конфликтам внутри партии, так как многих не устроил союз с политической ветвью националистического и антисемитского Младогерманского ордена. После слияния многие члены левого крыла, несогласные с этим решением, в том числе Людвиг Квидде и Хельмут фон Герлах, покинули партию и в 1930 году основали Радикально-демократическую партию, другие перешли на сторону СДПГ. Союз с националистами не принёс новых голосов партии, на выборах 1930 года она потеряла треть своих избирателей и смогла получить лишь 5 мандатов вместо прежних 7. Неудивительно, что сразу после выборов националисты покинули партию, которая, тем не менее, была официально переименована в Немецкую государственную в ноябре 1930 года.
Несмотря на снижение популярности, последующие два года Немецкая государственная партия участвовала в большинстве правительств, но на выборах июля 1932 года, а в ноябре получила менее процента. На выборах 5 марта 1933 года партия получила пять мест в рейхстаге благодаря сотрудничеству с социал-демократами. Но в отличие от своих союзников из СДПГ, пять депутатов от Немецкой государственной партии проголосовали за Закон о чрезвычайных полномочиях, который фактически лишил Рейхстаг его власти.
После прихода к власти национал-социалистов Немецкая государственная партия была распущена 28 июня 1933 года.

### После 1933 года
Отдельные члены Немецкой государственной партии принимали участие в сопротивлении нацистскому режиму. Единственная леволиберальная группа сопротивления, группа Робинзона-Штрассмана, состояла в основном из бывших членов НДП. В Баварии действовал группа буржуазного сопротивления Sperr-Kreis, в которую входили около шестидесяти членов, в том числе офицер и дипломат Франц Шперр и бывшие веймарские рейхсминистры-демократы Отто Гесслер и Эдуард Хамм. Многие бывшие члены НДП или Радикально-демократической партии были вынуждены бежать из-за своих антинацистских или пацифистских взглядов, в том числе Людвиг Квидде и Вильгельм Абегг, другие были убиты национал-социалистами, в том числе бургомистр Берлина Фриц Эльзас.
После Второй мировой войны бывшие члены НДП сыграли важную роль в создании Свободной демократической партии (например, Теодор Хойс, Томас Делер, Ойген Шиффер или Райнхольд Майер) в западных землях и Либерально-демократической партии в восточных (например, Вильгельм Кюльц или Вальдемар Кох), другие присоединились к ХДС (в том числе, Эрнст Леммер к западногерманскому ХДС и Август Бах к восточногерманскому ХДС) или СДПГ (Эрих Лют). Были бывшие политики из НДП и в других немецких партиях.
Молодёжная организация «Молодые демократы», в своё время близкая к НДП, просуществовала как независимое от партий радикально-демократическое левое молодёжное объединение до 2018 года.

## Участие в выборах
Федеральные выборы (выборы в рейхстаг)
| Выборы                          | Место | Голоса    | %       | Δ (п.п.) | Мандаты   | Δ     | %       | Δ (п.п.) |
| ------------------------------- | ----- | --------- | ------- | -------- | --------- | ----- | ------- | -------- |
| Немецкая демократическая партия |       |           |         |          |           |       |         |          |
| 1919                            | 3-е   | 5 641 825 | 18,56 % | дебют    | 75 из 423 | дебют | 17,73 % | дебют    |
| 1920                            | 6-е   | 2 333 741 | 8,28 %  | ▼10,28   | 39 из 459 | ▼36   | 8,50 %  | ▼9,23    |
| 1924, май                       | 7-е   | 1 655 129 | 5,65    | ▼2,63    | 28 из 472 | ▼11   | 5,93 %  | ▼2,57    |
| 1924, декабрь                   | 6-е   | 1 919 829 | 6,34 %  | ▲0,69    | 32 из 493 | ▲4    | 6,49 %  | ▲0,56    |
| 1928                            | 6-е   | 1 479 374 | 4,81 %  | ▼1,53    | 25 из 491 | ▼7    | 5,09 %  | ▼1,40    |
| Немецкая государственная партия |       |           |         |          |           |       |         |          |
| 1930                            | 8-е   | 1 322 034 | 3,78 %  | ▼1,03    | 20 из 577 | ▼5    | 3,47 %  | ▼1,62    |
| 1932, июль                      | 8-е   | 371 800   | 1,01 %  | ▼2,77    | 4 из 608  | ▼16   | 0,66 %  | ▼2,81    |
| 1932, ноябрь                    | 9-е   | 336 447   | 0,95 %  | ▼0,06    | 2 из 584  | ▼2    | 0,34 %  | ▼0,32    |
| 1933, март                      | 9-е   | 334 242   | 0,85 %  | ▼0,10    | 5 из 647  | ▲3    | 0,77 %  | ▲0,43    |

Выборы в ландтаг Свободного государства Пруссия
| Выборы                          | Место | Голоса    | %       | Δ (п.п.) | Мандаты   | Δ     | %       | Δ (п.п.) |
| ------------------------------- | ----- | --------- | ------- | -------- | --------- | ----- | ------- | -------- |
| Немецкая демократическая партия |       |           |         |          |           |       |         |          |
| 1919                            | 3-е   | 2 796 359 | 16,20 % | дебют    | 65 из 401 | дебют | 16,21 % | дебют    |
| 1921                            | 7-е   | 976 032   | 5,97 %  | ▼10,23   | 26 из 428 | ▼39   | 6,07 %  | ▼10,14   |
| 1924                            | 6-е   | 1 083 523 | 5,90    | ▼0,07    | 27 из 450 | ▼1    | 6,00 %  | ▼0,07    |
| 1928                            | 7-е   | 829 859   | 4,40 %  | ▼1,50    | 21 из 450 | ▼6    | 4,67 %  | ▼1,33    |
| Немецкая государственная партия |       |           |         |          |           |       |         |          |
| 1932                            | 7-е   | 332 490   | 1,51 %  | ▼2,95    | 2 из 423  | ▼19   | 0,47 %  | ▼4,20    |
| 1933                            | 7-е   | 165 159   | 0,69 %  | ▼0,82    | 3 из 423  | ▲1    | 0,71 %  | ▲0,24    |

## Организационная структура
НДП состояла из округов (bezirk) по одному на избирательный округ (могли заменяться земельными комитетами (landesausschuss)), округа из районов (kreis) (могли отсутствовать) по одному на район, городской район (или внерайонный город) или небольшую землю, районы из местных групп (ortsgruppe) (могли отсутствовать) по одному на города, общину, округ.
Высший орган — национальный съезд (reichsparteitag), избиравшийся окружными съездами, между национальными съездами — национальный комитет (reichsausschuss), избиравшийся окружными съездами, между национальными комитетами — национальное правление (reichsvorstand), избиравшееся национальным съездам, высшее должностное лицо — национальный председатель (reichsvorsitzender), избиравшийся национальным съездом.
Высший орган округов — окружной съезд (bezirksparteitag), избиравшийся районными съездами, между окружными съездами — окружное правление (bezirksvorstand), избиравшееся окружным съездом, высшее должностное лицо округа — окружной председатель (bezirksvorsitzender), избиравшийся окружным съездом.
Высший орган района — районный съезд (kreisparteitag), избиравшийся общими собраниями, между районными съездами — районное правление (kreisvorstand), избиравшееся районным съездом, высшее должностное лицо района — районный председатель (kreisvorsitzender), избиравшийся районным съездом.
Высший орган местной организации — общее собрание (mitgliederversammlung), между общими собраниями — правление местной группы (ortsgruppenvorstand), избиравшееся общим собранием, высшее должностное лицо местной группы — председатель местной группы (ortsgruppenvorsitzender).
Блоки возглавлялись руководителями блоков (blockwart).
Молодёжная организация — «Молодые демократы» (JungdemokratInnen).

### Председатели
- 1919 — Фридрих Науман
- 1919—1924 — Карл Вильгельм Петерсен[нем.]
- 1924—1930 — Эрих Кох-Везер[нем.]
- 1930—1933 — Герман Дитрих[нем.]

## Известные члены партии
- Вальтер Ратенау (1867—1922) — германский промышленник и либеральный политик еврейского происхождения, министр иностранных дел Веймарской республики.
- Фридрих Науман (1860—1919) — бывший пастор, теолог, первый председатель партии. Один из основателей немецкого Веркбунда.
- Теодор Хойс (1884—1963) — журналист и политолог, первый федеральный президент ФРГ (1949—1959).
- Томас Манн (1875—1955) — писатель, эссеист, лауреат Нобелевской премии по литературе (1929).
- Теодор Вольфф[нем.] (1868—1943) — писатель, журналист, критик, главный редактор газеты Berliner Tageblatt.
- Георг Бернхард[нем.] (1875—1944) — журналист еврейского происхождения, главный редактор газеты Vossischen Zeitung, активный противник национал-социализма.
- Людвиг Квидде (1858—1941) — философ и историк, лауреат Нобелевской премии мира
- Гельмут фон Герлах (1868—1935) — журналист, публицист, редактор и юрист, известный своими пацифистскими взглядами.
- Гуго Прейсс (1860—1925) — юрист, «отец» Веймарской конституции, первый министр внутренних дел Веймарской республики (1919).
- Эдуард Хамм[нем.] (1879—1944) — юрист и известный противник нацизма.
- Антон Эркеленц[нем.] (1878—1945) — профсоюзный лидер.
- Эрих Кох-Везер[нем.] (1875—1944) — министр внутренних дел (1919—1921), вице-канцлер (1920) и министр юстиции (1928—1929).
- Карл Вильгельм Петерсен[нем.] (1868—1933) — многолетний бургомистр Гамбурга.
- Густав Бёсс[нем.] (1873—1946) — обер-бургомистр Берлина.
- Эрнст Леммер (1898—1970) — депутат рейхстага и позднее федеральный министр ФРГ.
- Рейнхольд Майер[нем.] (1889—1971) — первый министр-президент земли Баден-Вюртемберг (1945—1952).
- Эрхард Хюбенер[нем.] (1881—1958) — первый премьер-министр Саксонии-Анхальт (1946—1949; единственный премьер-министр в советской оккупационной зоне Германии, который не был коммунистом)
- Ялмар Шахт (1877—1970) — президент Рейхсбанка.
- Макс Вебер (1864—1920) — социолог, философ, историк, политический экономист.
- Альфред Вебер (1868—1958) — экономист и социолог.
- Карл Бёме (1877—1940) — депутат Рейхстага.
- Вильгельм Кюльц (1878—1945) — рейхсминистр внутренних дел (1926).
- Эрнст Кассирер (1874—1945) —  философ и культуролог.
- Гарри Кесслер (1868—1937) — граф, дипломат, писатель и покровитель современного искусства, известный своим пацифизмом.
- Гертруда Боймер (1873—1954) — правозащитник, суфражистка, писательница, педагог.
- Элен Глауэ[нем.] (1876—1967) — педагог, публицист, член парламента земли Саксония-Веймар-Айзенах (1919—1920).
- Елена Ланге (1848—1930) — публицист и педагог, деятель женского движения.
- Адельгейда Штайнманн (1866—1925) — активист за права женщин.
- Марианна Вебер (1870—1954) — социолог, борец за права женщин, жена Макса Вебера.
- Мария Элизабет Людерс (1878—1966) — участница женского движения, депутат учредительного собрания и рейхстага, позднее член Свободной демократической партии.
- Вилли Гельпах (1877—1955) — немецкий врач и учёный, психолог, президент Республики Баден (1924—1925), депутат Рейхстага.
- Отто Карл Гесслер (1875—1955) — министр обороны Веймарской республики с 1920 по 1928 годы.
- Рейнгольд Траутман (1883—1951) — немецкий языковед, лингвист.

## Память
В 1958 году при Свободной демократической партии был основан либеральный фонд, названный в честь Фридриха Наумана.
В 2004 году в Германии была создана партия, взявшая себе название Немецкая демократическая. Не добившись успехов на выборах (наилучший результат, 2,01 %, был достигнут в 2010 году в округе Липпштадт-Хёрсте), партия распалась в январе 2015 года.